# Unia na rzecz Republiki
Unia na rzecz Republiki (ar.: الإتحاد من أجل الجمهورية) – mauretańska centrowa partia polityczna. Została założona w 2009 roku przez środowisko polityczne związane z generałem Muhammadem uldem Abd al-Azizem. Posiada 97 deputowanych w Zgromadzeniu Narodowym.

## Wyniki w wyborach do parlamentu
| Rok  | Liczba miejsc | Liczba głosów | Wynik procentowy | Pozycja            |
| ---- | ------------- | ------------- | ---------------- | ------------------ |
| 2013 | 75/146        | 127,580       | 21,34%           | Rząd większościowy |
| 2018 | 97/157        | 136,809       | 19,47%           | Rząd większościowy |

## Wyniki w wyborach prezydenckich
| Rok  | Kandydat                 | Liczba głosów | Wynik procentowy | Rezultat                  |
| ---- | ------------------------ | ------------- | ---------------- | ------------------------- |
| 2009 | Muhammad uld Abd al-Aziz | 409,100       | 52,58%           | Wygrana w pierwszej turze |
| 2014 | Muhammad uld Abd al-Aziz | 577,995       | 81,89%           | Wygrana w pierwszej turze |
| 2019 | Muhammad uld Ghazuni     | 483,312       | 52,01%           | Wygrana w pierwszej turze |